# Pražský mír (1866)
Pražský mír je mírová smlouva z 23. srpna 1866 uzavřená mezi Pruskem a Rakouskem, jež ukončila prusko-rakouskou válku.

## Vznik

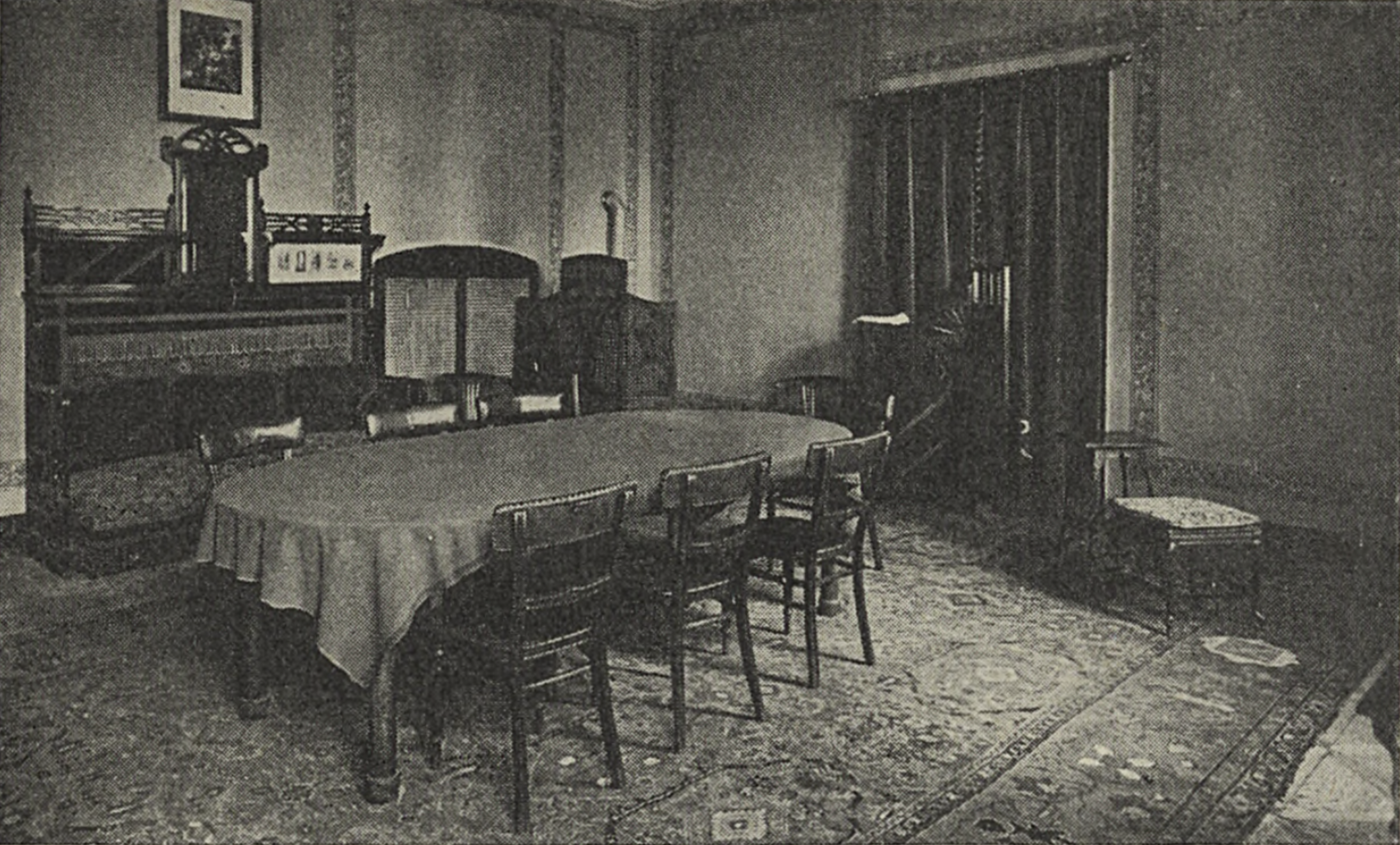
Pokoj v hotelu Modrá Hvězda, kde byl dokument podepsán (časopis Světozor, 1941)

Obsahovala ujednání, která byla již dříve naznačena v předběžném míru z Mikulova (26. července 1866). Habsburkové museli uznat vedoucí úlohu Pruska v bývalé Svaté říši, kteří prosadili později tzv. maloněmeckou formu sjednocení (bez Rakouského císařství).
Podepsána byla 23. srpna 1866 v jednom z pokojů známého pražského hotelu Modrá Hvězda (německy Blauen Stern) v ulici Na příkopě, nedaleko Josefského náměstí (pozdějšího náměstí Republiky). Budova zanikla ve 30. letech 20. století při stavbě nového sídla Československé národní banky.

## Důsledky
Mírová smlouva z Prahy potvrdila konečnou platnost rozpuštění Německého spolku. Rakousko muselo souhlasit s tím, že německé vztahy byly znovuvytvořeny bez jeho spolurozhodování. V Severním Německu provedlo Prusko rozsáhlé zábory: monarchové z Hannoveru, Hesenského kurfiřtství a Nasavska byli sesazeni a jejich území byla připojena k Prusku. Kromě toho se Rakousko vzdalo svého práva na vévodství Šlesvik a Holštýn, ve prospěch Prusů, takže i ty mohly být přičleněny k pruskému státu – stejně jako do té doby svobodný stát Frankfurt.

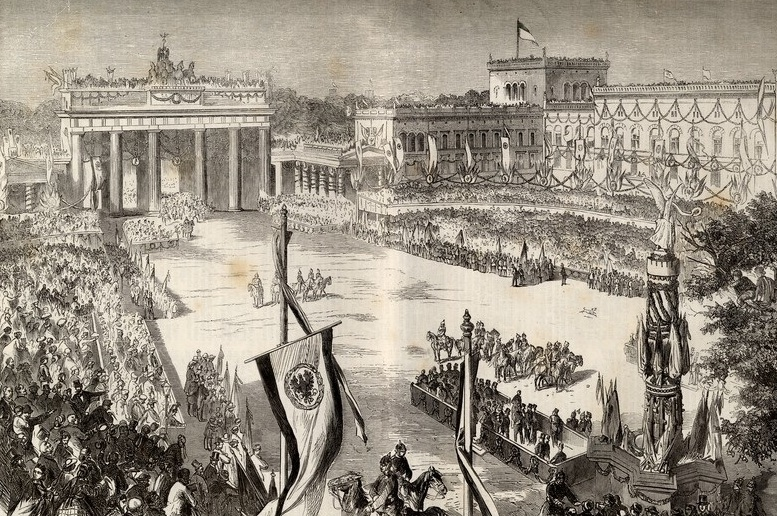
Pruské oslavy vítězství u Braniborské brány v Berlíně (německý časopis Illustrirte Zeirung, 1866)

Rakousko, jež do té doby nemuselo (s výjimkou Benátek) přijmout žádné územní ztráty, uznalo již 18. srpna 1866 vytvořený Severoněmecký spolek a tím i nadvládu Pruska v Severním Německu. Některá další italská území byla postoupena Francii Napoleona III., který je poté postoupil Italskému království.
Akceptovalo rovněž budoucí „národní sloučení“ Severoněmeckého spolku se sdruženými jihoněmeckými státy Královstvím bavorským, Württemberskem, Bádenskem a Hesenskem-Darmstadtskem, přičemž však neměla být porušena jejich „mezinárodně nezávislá existence“. Bismarck uznal linii řeky Mohanu jako hranice pro pruský vliv především s ohledem na Francii. Nicméně tato linie byla již na přelomu léta a podzimu 1866 překročena, a sice uzavřením Svazku pro vzájemnou ochranu a vzdor mezi Pruskem a čtyřmi jihoněmeckými státy. Zpočátku plánované vzájemné sjednocení jihoněmeckých států, do tzv. Südbundu (Jižního spolku), se v praxi neuskutečnilo.